# 春口裕子
春口 裕子（はるぐち ゆうこ、1970年〈昭和45年〉11月4日 - ）は、日本の小説家、エッセイスト。
神奈川県横須賀市生まれ、横浜市金沢区育ち。神奈川県立横浜緑ケ丘高等学校を経て、慶應義塾大学文学部を卒業後、大手損害保険会社の損害調査部や広報部に勤務。職場での社内報作成を通じて、作家の道を志す。2001年（平成13年）に退職後、作家活動を開始する。同2001年、『火群の館』で第2回ホラーサスペンス大賞特別賞を受賞。2008年に結婚し、出産。
中学・高校・大学・損害保険会社時代は、テニス部・テニスサークルに在籍した。

## 著作
- 火群の館（2001年1月 新潮社）- 第2回ホラーサスペンス大賞特別賞受賞
- 女優（2003年1月 幻冬舎 / 2004年10月 幻冬舎文庫）
- ホームシックシアター（2007年11月 実業之日本社）
  - 【改題】隣に棲む女（2011年6月 実業之日本社文庫）
    - 収録作品：蝉しぐれの夜に / ホームシックシアター / オーバーフロー / セルフィッシュ / 小指の代償 / おさななじみ
- イジ女（め）（2008年1月 双葉社 / 2010年6月 双葉文庫）
  - 収録作品：目立とう精神 / オフレコ / ミーちゃんハーちゃん / ご機嫌なナンバー / あんぽんたん / やる気ナッシング / イジ女 / レッツらゴー